# Oreonetides filicatus
Oreonetides filicatus är en spindelart som först beskrevs av Crosby 1937.  Oreonetides filicatus ingår i släktet Oreonetides och familjen täckvävarspindlar. Inga underarter finns listade i Catalogue of Life.